# Arrondissement de Pfaffenhofen an der Ilm
L'arrondissement de Pfaffenhofen an der Ilm est un arrondissement  (Landkreis en allemand) de Bavière   (Allemagne) situé dans le district (Regierungsbezirk en allemand) de Haute-Bavière. 
Son chef lieu est Pfaffenhofen an der Ilm.

## Villes, communes & communautés d'administration
(nombre d'habitants en 2006)
| Städte 1. Geisenfeld (9 744) 2. Pfaffenhofen an der Ilm (23 705) 3. Vohburg an der Donau (7 064) Märkte 1. Hohenwart (4 340) 2. Manching (11 248) 3. Reichertshofen (7 495) 4. Wolnzach (10 963) | Gemeinden 1. Baar-Ebenhausen (4 811) 2. Ernsgaden (1 470) 3. Gerolsbach (3 347) 4. Hettenshausen (1 977) 5. Ilmmünster (2 139) 6. Jetzendorf (2 915) 7. Münchsmünster (2 853) 8. Pörnbach (2 026) 9. Reichertshausen (4 922) 10. Rohrbach (5 527) 11. Scheyern (4 494) 12. Schweitenkirchen (4 900) | Verwaltungsgemeinschaften 1. Geisenfeld avec les communes membres Ernsgaden et Geisenfeld (ville) 2. Ilmmünster avec les communes membres Hettenshausen et Ilmmünster 3. Reichertshofen avec les communes membres Pörnbach et Reichertshofen (Markt) |